# Ближнее (Красногвардейский район)
Бли́жнее (до 1948 года Кия́т, ранее Кокчора́-Кыя́т; укр. Ближнє, крымскотат. Kökçоra Qıyat, Кокчора Къыят) — село в Красногвардейском районе Республики Крым, входит в состав Петровского сельского поселения (согласно административно-территориальному делению Украины — Петровского сельского совета Автономной Республики Крым).

## Население
| 2001 | 2014 |
| ---- | ---- |
| 957  | ↗963 |

Всеукраинская перепись 2001 года показала следующее распределение по носителям языка
| Язык             | Процент |
| ---------------- | ------- |
| русский          | 66,14   |
| украинский       | 16,09   |
| крымскотатарский | 15,67   |
| белорусский      | 1,04    |
| другие           | 0,63    |

### Динамика численности
| - 1805 год — 133 чел. - 1864 год — 22 чел. - 1902 год — 34 чел. - 1915 год — 24/20 чел. - 1926 год — 69 чел. | - 1939 год — 174 чел. - 1989 год — 921 чел. - 2001 год — 957 чел. - 2009 год — 985 чел. - 2014 год — 963 чел. |

## Современное состояние
На 2017 год в Ближнем числится 10 улиц; на 2009 год, по данным сельсовета, село занимало площадь 122,7 гектара на которой проживало 985 человек. В селе действуют сельский клуб, библиотека, отделение Почты России, фельдшерско-акушерский пункт

## География
Ближнее — село в центре района, в степном Крыму, примыкающее с севера к райцентру пгт Красногвардейское, там же ближайшая железнодорожная станция. Высота центра села над уровнем моря — 38 м. В полукилометре на север и юг сёла Пушкино и Петровка соответственно. Транспортное сообщение осуществляется по региональной автодороге 35Н-171 Джанкой — Гвардейское (по украинской классификации — С-0-10447).

## История
Первое документальное упоминание села встречается в Камеральном Описании Крыма… 1784 года, судя по которому, в последний период Крымского ханства Кыят входил в Орта Чонгарский кадылык Карасубазарского каймаканства. После присоединения Крыма к России (8) 19 апреля 1783 года, (8) 19 февраля 1784 года, именным указом Екатерины II сенату, на территории бывшего Крымского Ханства была образована Таврическая область и деревня была приписана к Перекопскому уезду. После Павловских реформ, с 1796 по 1802 год, входила в Акмечетский уезд Новороссийской губернии. По новому административному делению, после создания 8 (20) октября 1802 года Таврической губернии, Кокчора-Кият определили центром Кокчора-Киятской волости Перекопского уезда.
По Ведомости о всех селениях в Перекопском уезде состоящих с показанием в которой волости сколько числом дворов и душ… от 21 октября 1805 года, в деревне Кокчора-Кият числилось 22 двора, 123 крымских татарина, 7 цыган и 3 ясыров. На военно-топографической карте генерал-майора Мухина 1817 года обозначена деревня Кият с 20 дворами. После реформы волостного деления 1829 года деревня, согласно «Ведомости о казённых волостях Таврической губернии 1829 года», осталась центром Кокчоракиятской волости. На карте 1836 года в деревне Кокчора-Кият 27 дворов, как и на карте 1842 года.
В 1860-х годах, после земской реформы Александра II, деревню включили в состав Владиславской волости того же уезда. В «Списке населённых мест Таврической губернии по сведениям 1864 года», составленном по результатам VIII ревизии 1864 года, Кокчора-Кият — общинная деревня немецких колонистов с 3 дворами и 22 жителями при колодцах. По обследованиям профессора А. Н. Козловского начала 1860-х годов, в селении вода в колодцах глубиной от 12—18 саженей (от 25 до 38 м) была солоноватая. Согласно «Памятной книжке Таврической губернии за 1867 год», деревня стояла покинутая ввиду эмиграции крымских татар, особенно массовой после Крымской войны 1853—1856 годов, в Турцию. На трёхверстовой карте Шуберта 1865 года Кокчора-Кият ещё обозначен, а на карте, с корректурой 1876 года на его месте безымянная кошара. В «Памятной книге Таврической губернии 1889 года» Кокчора-Кият также не фигурирует.
После земской реформы 1890 года, деревню отнесли к Александровской волостии. По «…Памятной книжке Таврической губернии на 1900 год» в Кияте числилось 34 жителя бех домохозяйств. По Статистическому справочнику Таврической губернии. Ч.II-я. Статистический очерк, выпуск пятый Перекопский уезд, 1915 год, в деревне Кият Александровской волости Перекопского уезда числилось 5 дворов (1 двор с землёй, 4 — безземельные) с русским населением в количестве 24 человек приписных жителей и 20 — «посторонних», из которых 25 мужчин и 19 женщин. За селением числилось 150 десятин земли. В хозяйствах имелось 64 лошади, 33 коровы и 30 голов мелкого скота.
После установления в Крыму Советской власти и учреждения 18 октября 1921 года Крымской АССР, в составе Джанкойского уезда был образован Курманский район, в состав которого включили село. В 1922 году уезды получили название округов. 11 октября 1923 года, согласно постановлению ВЦИК, в административное деление Крымской АССР были внесены изменения, в результате которых был ликвидирован Курманский район и село включили в состав Джанкойского. Согласно Списку населённых пунктов Крымской АССР по Всесоюзной переписи 17 декабря 1926 года, в селе Кият Курман-Кемельчинского сельсовета Джанкойского района, числилось 23 двора, все крестьянские, население составляло 69 человек, все русские. Постановлением Президиума КрымЦИКа «Об образовании новой административной территориальной сети Крымской АССР» от 26 января 1935 года был создан немецкий национальный (лишённый статуса национального постановлением Оргбюро ЦК КПСС от 20 февраля 1939 года) Тельманский район (с 14 декабря 1944 года — Красногвардейский) и село включили в его состав и село включили в его состав. По данным всесоюзная перепись населения 1939 года в селе проживало 174 человека.
После освобождения Крыма от фашистов, 12 августа 1944 года было принято постановление № ГОКО-6372с «О переселении колхозников в районы Крыма» по которому в район из областей Украины и России переселялись семьи колхозников, а в начале 1950-х годов последовала вторая волна переселенцев из различных областей Украины. С 25 июня 1946 года Кият в составе Крымской области РСФСР. Указом Президиума Верховного Совета РСФСР от 18 мая 1948 года, Кият переименовали в деревню Ближняя, статус села присвоен позже. 26 апреля 1954 года Крымская область была передана из состава РСФСР в состав УССР. Время включения в Петровский сельсовет пока не установлено: на 15 июня 1960 года село уже числилось в его составе. По данным переписи 1989 года в селе проживало 921 человек. С 12 февраля 1991 года село в восстановленной Крымской АССР, 26 февраля 1992 года переименованной в Автономную Республику Крым. С 21 марта 2014 года — в составе Республики Крым России.

## Известные жители
Мария Октябрьская (Гарагуля) (родилась в 1902 году) — участник Великой Отечественной войны, танкист, Герой Советского Союза (1944, посмертно)